# Okręg Willisau
Willisau (niem. Wahlkreis Willisau) – okręg w Szwajcarii, w kantonie Lucerna. Siedziba okręgu znajduje się w miejscowości Willisau.
Okręg składa się z 21 gmin (Gemeinde) o powierzchni 337,43 km² i o liczbie mieszkańców 56 448.

## Gminy
1. Alberswil
2. Altbüron
3. Altishofen
4. Dagmersellen
5. Egolzwil
6. Ettiswil
7. Fischbach
8. Grossdietwil
9. Hergiswil bei Willisau
10. Luthern
11. Menznau
12. Nebikon
13. Pfaffnau
14. Reiden
15. Roggliswil
16. Schötz
17. Ufhusen
18. Wauwil
19. Wikon
20. Willisau
21. Zell

## Zmiany administracyjne
- 1 stycznia 2006
  - przyłączenie gmin Buchs i Uffikon do gminy Dagmersellen
  - przyłączenie gminy Kottwil do gminy Ettiswil
  - przyłączenie gmin Langnau bei Reiden i Richenthal do gminy Reiden
  - utworzenie miasta Willisau z gmin Willisau Stadt i Willisau Land
- 1 stycznia 2013
  - przyłączenie gminy Ohmstal do gminy Schötz
- 1 stycznia 2020
  - przyłączenie gminy Ebersecken do gminy Altishofen
- 1 stycznia 2021
  - przyłączenie gminy Gettnau do miasta Willisau